# El Ranchito (Jalisco)
El Ranchito es una localidad del estado mexicano de Jalisco. Es parte del municipio de Puerto Vallarta.

## Demografía
| Gráfica de evolución demográfica |
|                                  |

| Censo | Población |
| ----- | --------- |
| 1940  | 157       |
| 1950  | 262       |
| 1960  | 394       |
| 1970  | 590       |
| 1980  | 454       |
| 1990  | 501       |
| 2000  | 806       |
| 2010  | 1 255     |
| 2020  | 1 360     |